# Xanthomima concolor
Xanthomima concolor är en fjärilsart som beskrevs av Jean Baptiste Boisduval 1832. Xanthomima concolor ingår i släktet Xanthomima och familjen mätare. Inga underarter finns listade i Catalogue of Life.